# Karasjok
Karasjok (északi számiul Kárášjohka) észak-norvégiai település Finnmark megyében, Karasjok község központja.

## Földrajz
Karasjok Lappföld norvégiai részén található, a Kárášjohka folyó partjain, közel a finn határhoz, átszeli a 6-os út.
Karasjok Kautokeinóval egyetemben a számik második legfontosabb központja. Itt található többek között a norvégiai számi parlament, a norvég rádió számi nyelvű adásközpontja, a Számi Nemzeti Múzeum (Sámiid Vuorká-Dávvirat), a Számi Művészeti Központ (Sámi dáiddaguovddáš, SDG), számi könyvtár, kórház, gyermekpszichiátria, vallási központ (Sis-Finnmárkku proavássuohkan) is.
Norvégiában Karasjokban mérték 1886. január 1-jén a leghidegebb hőfokot; −51,4 °C.

## A település híres szülöttei
- Matti Aikio, Norvégia első számi költője
- Mari Boine, számi énekesnő